# Lacul Latyan
Lacul Latyan (în trecut Farahnaz Pahlavi; în persană سد لتيان, transliterat: Sadd-e Latyān) este un lac de acumulare antropic pe râul Jajrud din nordul Iranului, format în spatele barajului cu contraforți cu același nume. Scopul principal al lacului este de a alimenta cu apă potabilă și industrială capitala Teheran.

## Lacul

### Context
În prima jumătate a secolului al XX-lea, Teheranul, capitala Iranului, s-a confruntat cu problema alimentării cu apă de uz casnic și evacuarea apelor uzate. Populația orașului a fost estimată în 1971 la aproximativ 3,4 milioane de locuitori, față de 1922 cu 210 000, unde creșterea populației a suprasolicitat resursele de apă din zonă până la limită. Resursele de apă au constat în sisteme de tip qanat⁠(en)[traduceți] cu o capacitate totală de 1,3 metri cubi pe secundă, întrucât nu existau râuri permanente în apropiere. În anii 1920 a fost construit un canal ce devia apa râului Karaj spre Teheran. În anul 1950 problema alimentării a reapărut, lucru care a dus la forarea a 35 de puțuri până în anul 1954, unde apa era distribuită prin șanțuri deschise. Imediat după s-a început construcția unui sistem de conducte, ce nu a ținut pasul cu creșterea orașului.
La începutul anilor 1960 a fost inaugurat barajul Amir Kabir (pe râul Karaj) și două conducte spre capitală, cu o capacitate de furnizare a 144 milioane metri cubi de apă/an, unde împreună cu restul surselor exista o capacitate totală de 184 milioane metri cubi/an.
Pentru a face față evoluției demografice a fost construit barajul Farahnaz Pahlavi, pe râul Jajrud, aflat la est de oraș. Obiectivul a fost inaugurat în anul 1967 și avea o capacitate de furnizare de 80 milioane metri cubi/an.

### Descriere
În spatele barajului s-a lacul de acumulare cu un volum de 85 de milioane de metri cubi de apă și o capacitate totală aproximativă de 95 de milioane de metri cubi. S-a format pe râul Jajrud, ce izvorăște din munții Alborz, la o distanță de 25 km nord-est de capitala țării. Bazinul hidrografic are o suprafață de 700 km pătrați. Apa râului provine din topirea zăpezii de pe versanții sudici ai munților în primăveri, cu debite mari prin pârâuri. Debitul mediu anual, înregistrat pe parcursul a 19 ani (1947–1965) este de 310 milioane metri cubi, cu o tendință de scădere în timp.
S-a constatat la momentul proiectării că, pe termen lung, debitul râului nu este suficient. Din această cauză proiectul a luat în calcul și devierea prin tuneluri a râului Lar de la nord în lac. S-a calculat că Teheranul ar putea fi aprovizionat prin devierea râului cu un debit anual suplimentar de 99 de milioane metri cubi.
Scopul principal al acumulării este de alimentare cu apă potabilă și industrială a capitalei Teheran, cu un debit anual de 80 de milioane de metri cubi. Pe plan secund revine pentru a regla debitul râului, irigarea terenurilor agricole din Câmpia Varamin aflată la o distanță de 40 km în aval cu un debit anual de 160 de milioane de metri cubi și generarea energiei electrice pentru consumul de vârf.

## Barajul

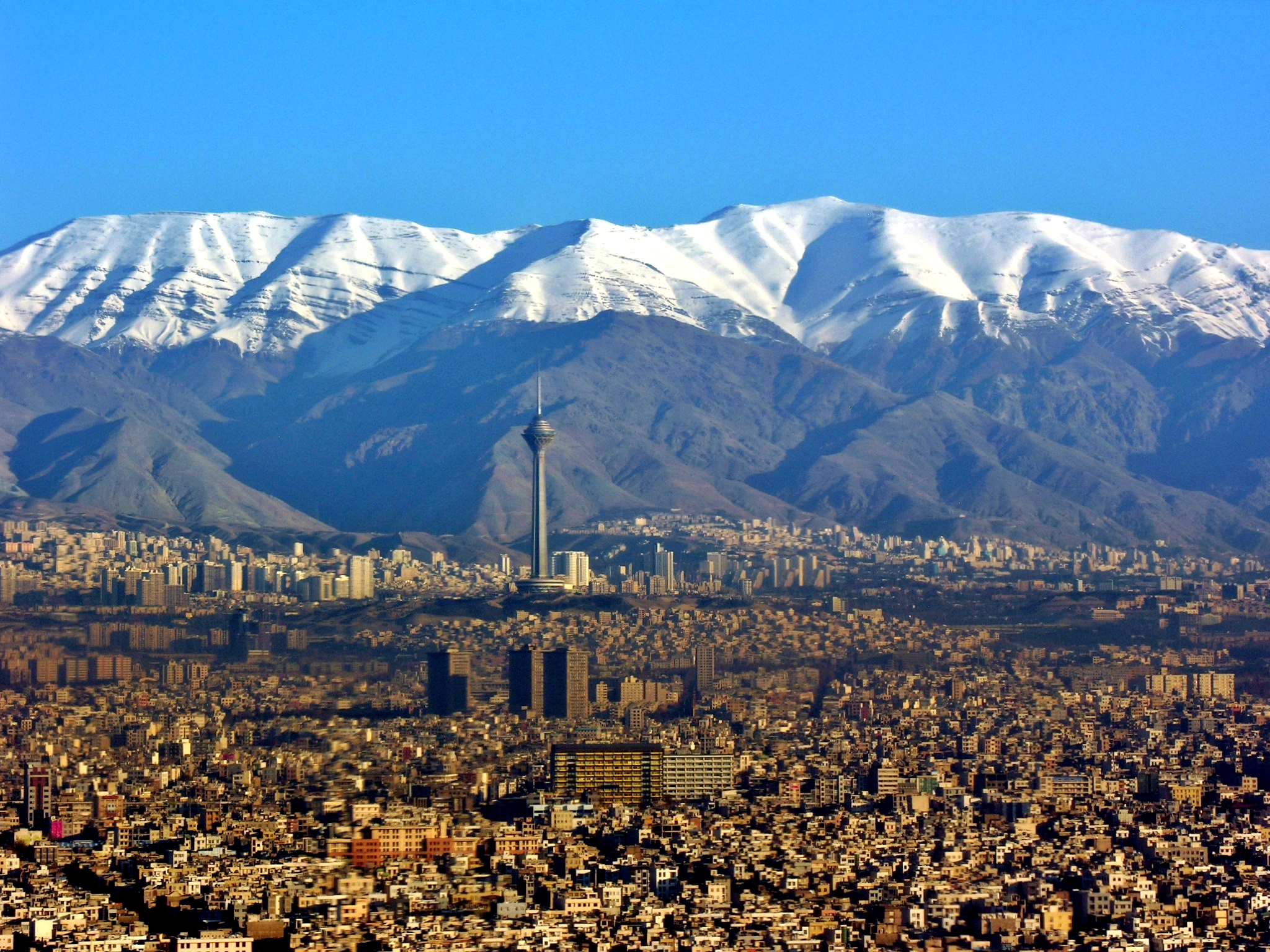
Munții Alborz în apropiere de Teheran, porțiunea inclusă în bazinul hidrografic al râului Jajrud

A fost ales tipul de baraj cu contraforți masivi din beton. Construcția a început în anul 1963. Are o înălțime deasupra talvegului de 80 m sau de 107 m deasupra fundației și o lungime a coronamentului de 450 m (după o altă sursă, înălțimea este de 110 m și lungimea de 480 m). Cota coronamentului este de 1612 m. Este alcătuit din 22 de contraforți cu lățimea de 14 m și cu baraje de închidere la cei doi versanți, cu profile clasice de greutate. Volumul de beton utilizat a fost de 770 000 metri cubi. La piciorul barajului a fost amplasată o centrală hidroelectrică (CHE) cu o putere de 22,5 MW și mărită ulterior la 45 MW, cu scopul de a satisface vârful de consum pe timp de zi.
Este al doilea baraj mare cu contraforți din Iran după Menjil (inaugurat în 1962, cu înălțimea de 106 m, lungimea la coronament de 425 m și volumul de beton de 570 000 metri cubi).
A intrat în funcțiune în anul 1965 și a fost definitivat în martie 1967. Barajul, lacul și palatul de pe malul apei s-au numit Farahnaz Pahlavi⁠(en)[traduceți], după fiica șahului Mohammad Reza Pahlavi, până la Revoluția Iraniană din 1979. La momentul inaugurării a fost printre cele mai mari baraje cu contraforți din lume, însă fundația pe roci slabe și într-o zonă seismică a prezentat probleme în proiectare.
La 1 km în aval a fost construit un baraj de reglare a debitului centralei. Structura constă într-un baraj de greutate din beton cu o înălțime de 30 m deasupra talvegului sau de 45 m deasupra fundației, cu umplutură pe versantul stâng. Volumul de beton este de 60 000 metri cubi. Din acumularea formată în spatele barajului de reglare apa este transportată prin Câmpia Varamin către stația de tratare a apei din periferia Teheranului prin tunelul Talow căptușit cu beton, cu lungimea de 9576 m și diametrul de 2,7 m. Tunelul a fost construit pe jumătate din lungime prin aluviuni îmbibate în apă, cu o înălțime maximă a pânzei freatice de 250 m, însă redusă prin drenaj în momentul construcției.
În total, investiția a avut costul aproximativ de 20,3 milioane de USD, din care: lucrările preliminare pentru căi de acces, tabăra de lucru și studii au costat 2,1; tunelul Talow 3,1; barajul principal 12,3; centrala hidroelectrică 1,2 și barajul de reglare a debitului 1,6 milioane USD.

### Construcție
În septembrie 1959, Teheran Water Board (redenumit ulterior în Teheran Regional Water Board) a lansat câteva licitații pentru atribuirea unui contract de construcție a barajului și tunelului Talow, însă studiile în teren nu au putut fi realizate pentru a se putea lua o decizie asupra tipului de baraj. Licitațiile au fost deschise și pentru companiile din SUA iar obiectivul era estimat la costul între 25 și 30 milioane de dolari americani. În octombrie 1961 studiile au fost terminate iar inginerii consultanți au afirmat că un baraj cu contraforți este fezabil.
În iulie 1960 contractul a fost câștigat de un consorțiu format din trei companii franceze, Entreprises Campenon-Bernard, Établissements Billiard și Société Française de Dragages et de Travaux Publics (SASER). În august 1962 Teheran Water Board a autorizat începerea construcției.
Laboratório Nacional de Engenharia Civil⁠(en)[traduceți] (LNEC) Lisabona a realizat încercări pe modele în scopul studierii comportamentului la cutremur al barajului și s-a recomandat legarea contraforților din zona centrală prin îngroșare spre fundație și aval. Pe de altă parte, la momentul proiectării s-a prevăzut, în urma calculului, sincronizarea perioadei vibrației orizontale a ploturilor cu cea a forțelor unui eventual cutremur. În urma testelor asupra frecvenței unor vibrații și deformarea (concretizată în stres asupra betonului), s-a concluzionat că un cutremur de intensitatea lui El Centro⁠(en)[traduceți] ar provoca tensiuni care ar depăși rezistența betonului. Astfel, s-a decis reducerea înălțimii contrafortului superior prin îngroșarea bazelor, ce duce la creșterea perioadei vibrației și evitarea rezonanței.
Obiectivul, alături de alte baraje cu contraforți tip ciupercă din lume, se înscrie în categoria celor în care s-au luat măsuri pentru evitarea fisurării betonului prin limitarea lățimii amonte a contraforților sau prevederea rosturilor permanente în contraforți, aproximativ orientate după liniile izostatice, la fel ca la barajele Valle Grande⁠(de)[traduceți] (Argentina, 1964) și Poiana Uzului (România, 1972). De asemenea, tehnologia tălpilor de fundație joantivă în scopul măririi considerabile a stabilității generale în barajele fundate în terenuri slabe și neomogene s-a mai aplicat la obiectivele Hatanagi-II⁠(en)[traduceți] (Japonia, 1962), Valle Grande, Ikawa⁠(en)[traduceți] (Japonia, 1957) și Poiana Uzului.
Contraforții joantivi la fundație au în dreptul rosturilor dintre fiecare galeria de drenaj și vizitare. În cazul rosturilor dintre capetele amonte ale contraforților s-au făcut injectări cu suspensie de ciment, în timp ce etanșările amonte s-au făcut prin o bandă de cauciuc și un puț căptușit cu guttaternă (cauciuc sintetic de tip cloropren, comercializat sub numele Guttaterna de către Continental).
Betonul utilizat a fost de același tip peste tot, fără a se mai practica zonarea prin calități diferite, acesta fiind cel cu dozaj de 230 kg ciment/metru cub.

Baraje cu contraforți tip ciupercă asemănătoare după tehnologiile aplicate în materie de fisurări și fundații pe terenuri slabe
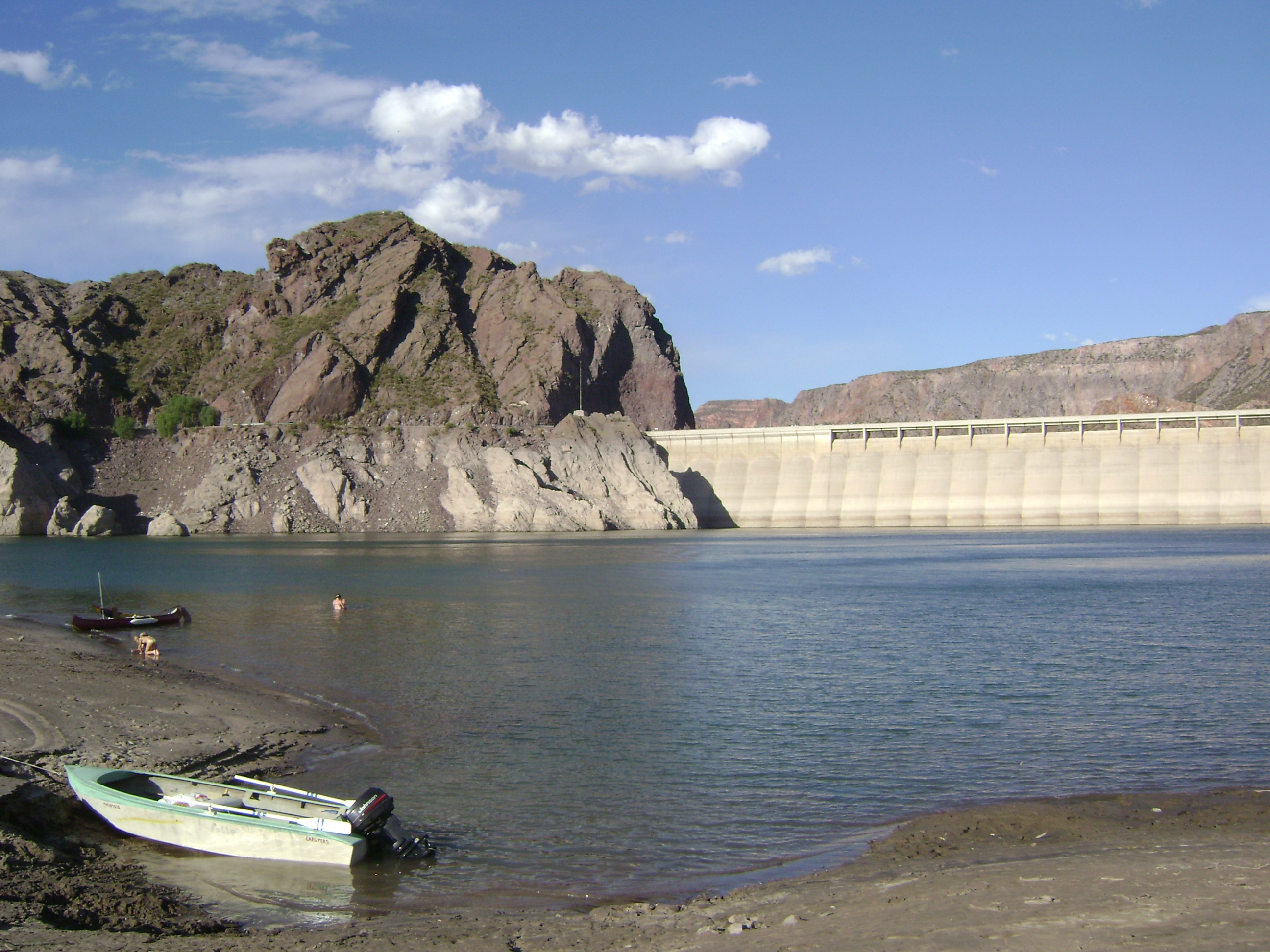
Valle Grande⁠(de)[traduceți] (Argentina, 1964) – contraforți cu lățime mică în amonte și tălpi joantive
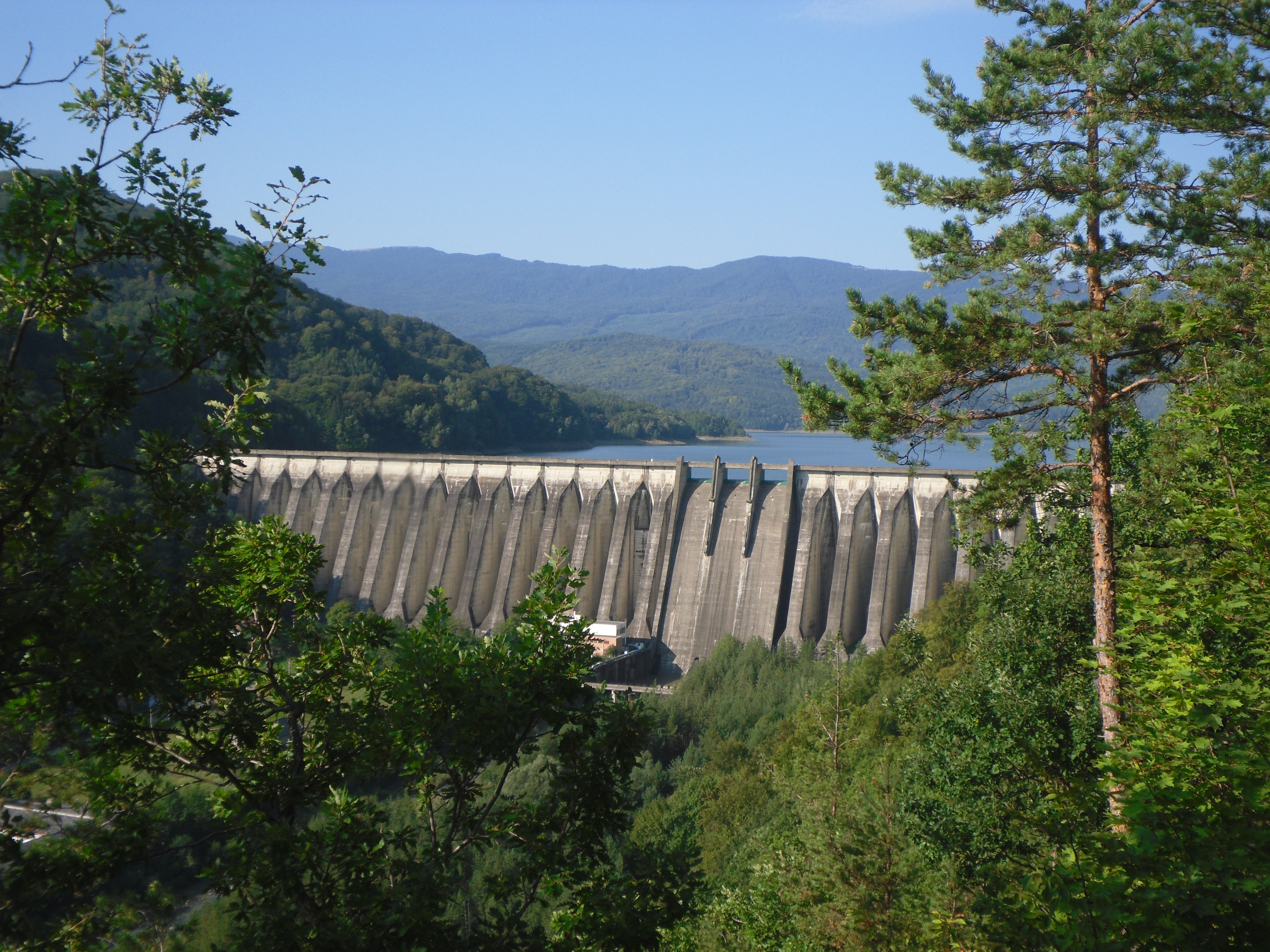
Poiana Uzului (România, 1972) – contraforți cu lățime mică în amonte și tălpi joantive
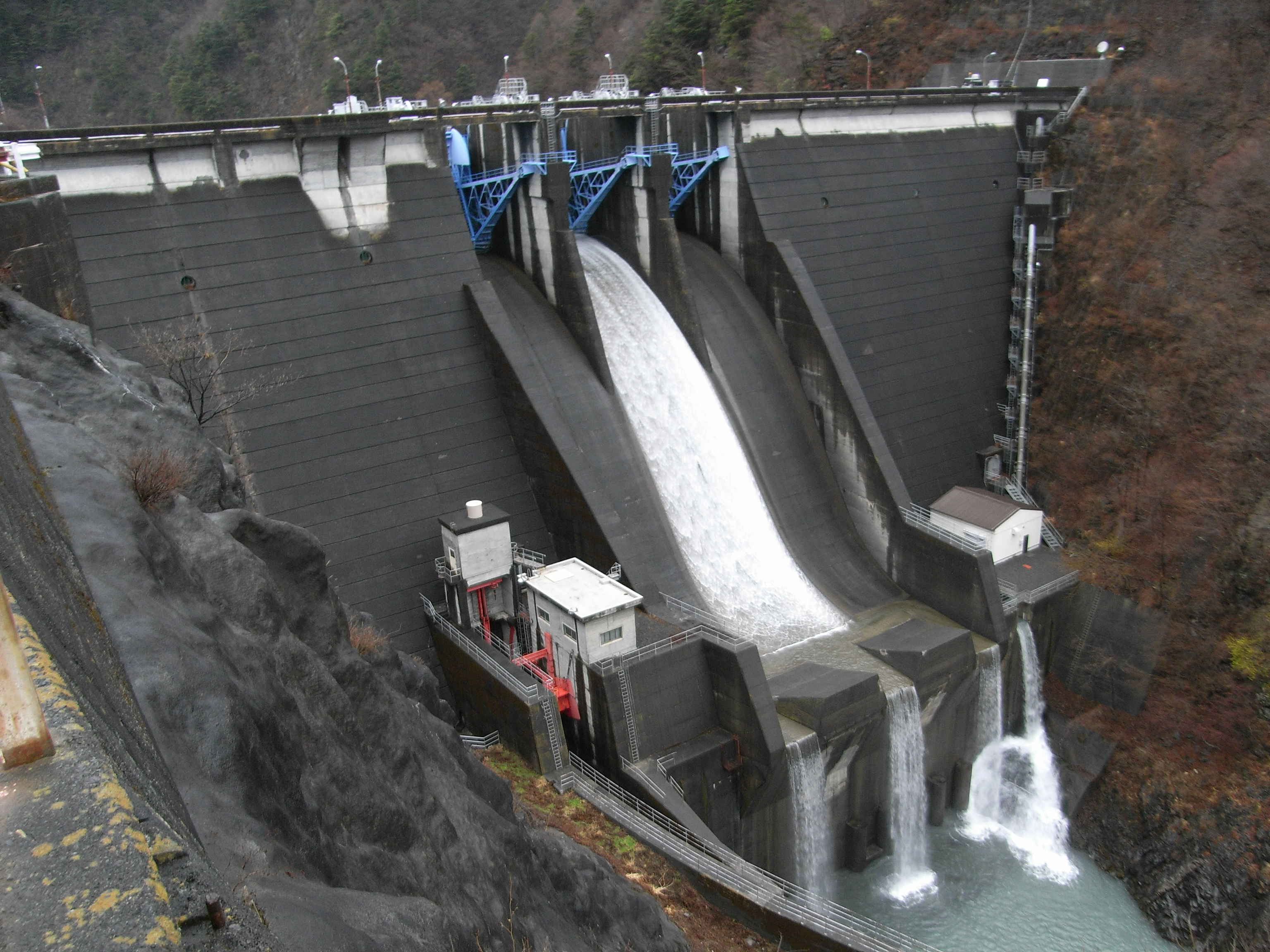
Hatanagi-II⁠(en)[traduceți] (Japonia, 1962) – tălpi joantive
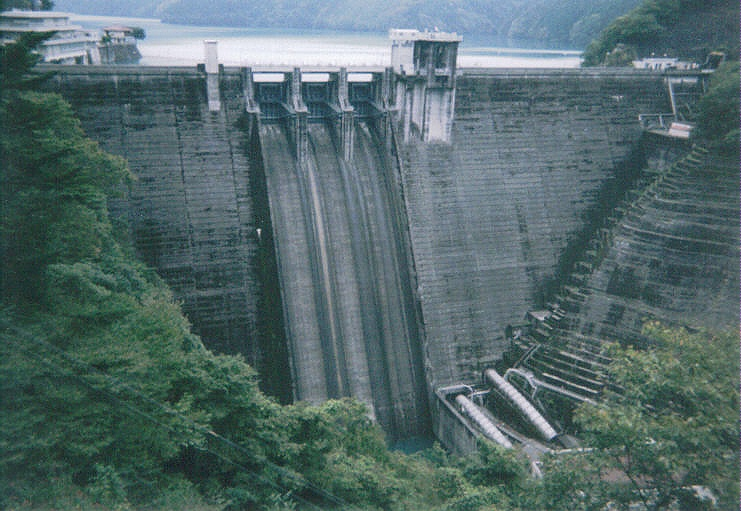
Ikawa⁠(en)[traduceți] (Japonia, 1957)  – tălpi joantive

#### Fundație
Roca de fundație are o natură complexă, fiind foarte fisurată în cea mai mare parte, ieșind în evidență versantul stâng. În restul amprizei fisurile sunt umplute cu aluviuni argiloase. În cea mai mare parte roca este compusă din cuarțite spre amonte și rocă de calități diferite, de la cuarțite la marne argiloase friabile, spre aval. Din această cauză s-au forat peste 3000 m de găuri cu diametrul de 75 mm, pornite din galeria de drenaj de adâncime. Apa din drenaj este pompată spre bazinul aval.

## Date de interes turistic
- Fostul palat Farahnaz Pahlavi (numit după fiica șahului Mohammad Reza Pahlavi), este un complex de recreere și cazare aflat lângă lacul Latyan, pe creasta sudică a muntelui Alon care coboară în lac, la o altitudine de 1686 m. A fost construit odată cu barajul. Pe lângă clădirile palatului și vilele adiacente există piscine, un restaurant, terenuri de tenis și volei. Pe suprafața domeniului au fost plantați chiparoși, pini și ienuperi. După Revoluția Iraniană din 1979 a fost preluat de instituția prezistențială și este administrat de Corpul Gărzii Revoluționare, nefiind accesibil publicului, însă potrivit localnicilor este folosit drept pensiune și centru cultural.[12]